# 1000-km-Rennen von Silverstone 1987

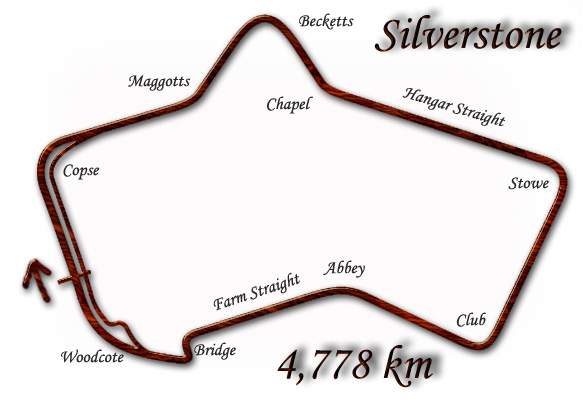
Rennstrecke von Silverstone mit dem Layout von 1987

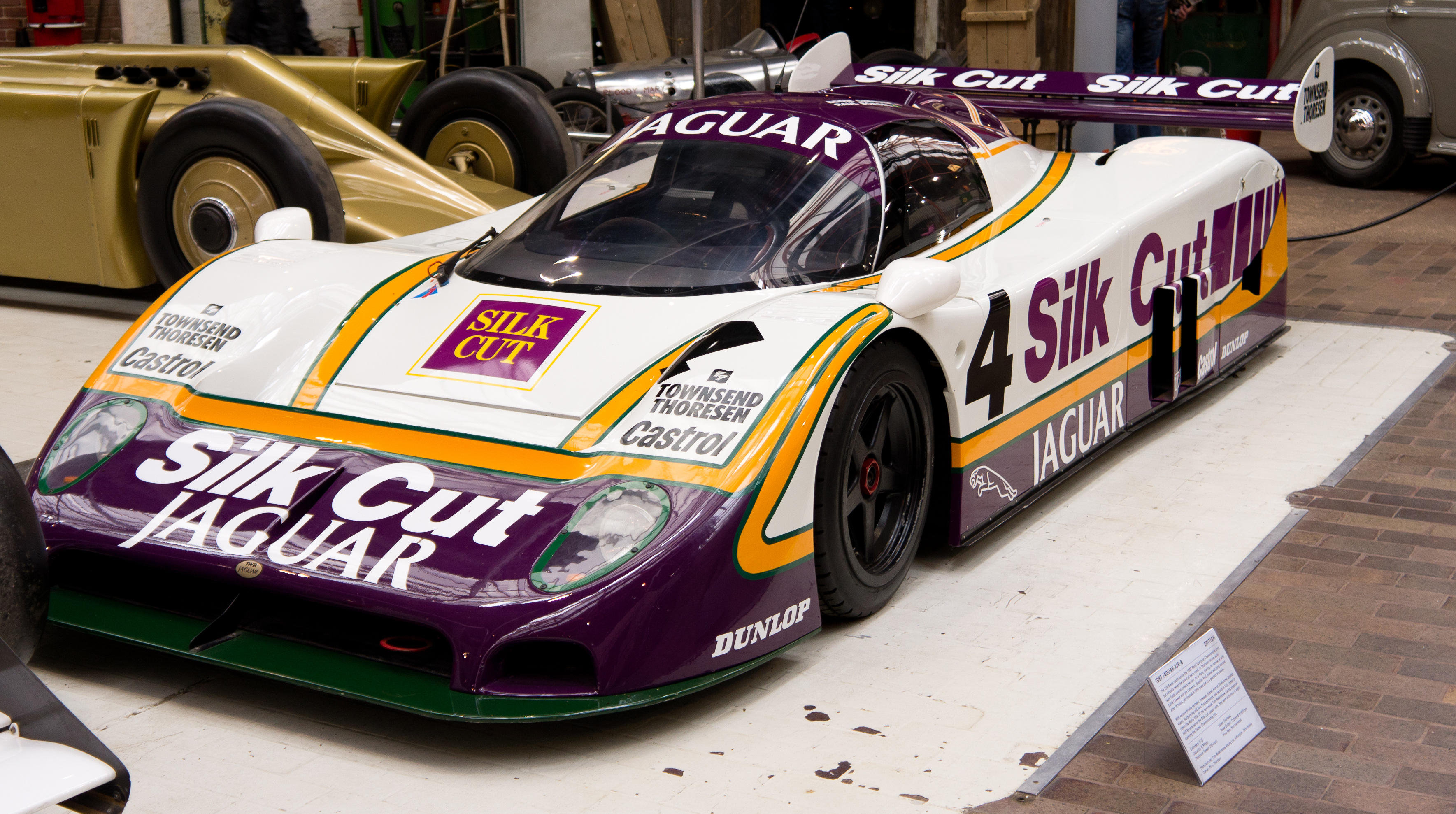
Der Jaguar XJR-8 mit der Startnummer 4; Siegerwagen von Eddie Cheever und Raul Boesel

Das 1000-km-Rennen von Silverstone 1987, auch Autoglas 1000 kms, Silverstone Grand Prix Circuit, fand am 10. Mai in Silverstone statt und war der vierte Wertungslauf der Sportwagen-Weltmeisterschaft dieses Jahres.

## Das Rennen
Zum vierten Weltmeisterschaftslauf des Jahres in Silverstone kam das von Tom Walkinshaw geleitete Jaguar-Werksteam als dreifacher Saisonsieger. Beim ersten Saisonrennen, dem 360-km-Rennen von Jarama siegten Jan Lammers und John Watson im Jaguar XJR-8, die auch beim dritten Wertungslauf, dem 1000-km-Rennen von Monza, siegreich blieben. Das zweite Rennen des Jahres, das 1000-km-Rennen von Jerez, gewannen Eddie Cheever und Raul Boesel, ebenfalls auf einem XJR-8.
Die beste Trainingszeit der Gruppe-C1 erzielte jedoch Hans-Joachim Stuck auf einem Werks-Porsche 962C. Der Deutsche erzielte eine Zeit von 1.15.110 Minuten, was einem Schnitt von 229,014 km/h entsprach. Im Vergleich zur Formel 1 fehlten acht Sekunden auf die Zeit über eine Runde. Beim Großen Preis von Großbritannien im Juli desselben Jahres fuhr Nelson Piquet im Williams FW11B eine Pole-Position-Zeit von 1:07:110 Minuten.
Das Rennen endete mit einem Jaguar-Doppelsieg. Eddie Cheever und Raul Boesel siegten mit einem Vorsprung von sechs Sekunden auf die Teamkollegen Jan Lammers und John Watson. In der Gruppe C2 blieben Ray Mallock und David Leslie auf einem Ecosse C286 siegreich, die im Ziel 19 Runden Rückstand auf den erstplatzierten Jaguar hatten. In der GTP-Klasse war nur ein Fahrzeug gemeldet. James Weaver, Andrew Gilbert-Scott und Richard Cleare wurden auf einem March 85G Gesamtneunte.

## Ergebnisse

### Schlussklassement
| 1                  | C1  | 4   | Silk Cut Jaguar Team                     | Eddie Cheever Raul Boesel                            | Jaguar XJR-8     | 210 |
| 2                  | C1  | 5   | Silk Cut Jaguar Team                     | Jan Lammers John Watson                              | Jaguar XJR-8     | 210 |
| 3                  | C1  | 17  | Porsche AG                               | Hans-Joachim Stuck Derek Bell                        | Porsche 962C     | 210 |
| 4                  | C1  | 18  | Porsche AG                               | Jochen Mass Bob Wollek                               | Porsche 962C     | 202 |
| 5                  | C1  | 1   | Brun Motorsport                          | Walter Brun Uwe Schäfer Jesús Pareja                 | Porsche 962C     | 200 |
| 6                  | C2  | 102 | Swiftair Ecosse                          | Ray Mallock David Leslie                             | Ecosse C286      | 191 |
| 7                  | C2  | 111 | Spice Engineering                        | Gordon Spice Fermín Vélez                            | Spice SE86C      | 191 |
| 8                  | C2  | 101 | Swiftair Ecosse                          | Mike Wilds Johnny Dumfries                           | Ecosse C286      | 190 |
| 9                  | GTP | 21  | Richard Cleare Racing                    | James Weaver Andrew Gilbert-Scott Richard Cleare     | March 85G        | 187 |
| 10                 | C2  | 106 | Kelmar                                   | Ranieri Randaccio Pasquale Barberio Maurizio Gellini | Tiga GC85        | 184 |
| 11                 | C2  | 123 | Charles Ivy Racing                       | Ian Taylor Peter Lovett                              | Tiga GC287       | 179 |
| 12                 | C2  | 181 | Dune Motorsport                          | Duncan Bain Neil Crang Jean Krucker                  | Tiga GC287       | 177 |
| 13                 | C2  | 104 | URD Junior Team                          | Rudi Seher Hellmut Mundas Rudi Thomann               | URD C81/2        | 150 |
| 14                 | C2  | 178 | Automobiles Louis Descartes              | Dominique Lacaud Gérard Tremblay Sylvain Boulay      | ALD 02           | 148 |
| Nicht klassiert    |     |     |                                          |                                                      |                  |     |
| 15                 | C2  | 121 | Cosmik Racing with GP Motorsport         | Dudley Wood Costas Los                               | Tiga GC287       | 123 |
| 16                 | C2  | 199 | Roy Baker Racing                         | John Sheldon Robert Peters                           | Tiga GC286       | 87  |
| Ausgefallen        |     |     |                                          |                                                      |                  |     |
| 17                 | C1  | 2   | Brun Motorsport                          | Oscar Larrauri Massimo Sigala                        | Porsche 962C     | 165 |
| 18                 | C1  | 6   | Silk Cut Jaguar Team                     | Martin Brundle John Nielsen                          | Jaguar XJR-8 LM  | 165 |
| 19                 | C2  | 125 | Oudet Racing                             | Jean-Claude Justice Bruno Sotty Patrick Oudet        | Tiga CG84/5      | 132 |
| 20                 | C2  | 103 | John Bartlett Racing with Goodmans Sound | John Bartlett Val Musetti Kenneth Leim               | Bardon DB1/2     | 123 |
| 21                 | C1  | 10  | Kremer Porsche Racing                    | Volker Weidler Kris Nissen Allen Berg                | Porsche 962C     | 122 |
| 22                 | C1  | 61  | Kouros Mercedes                          | Mike Thackwell Henri Pescarolo                       | Sauber C9        | 108 |
| 23                 | C2  | 127 | Chamberlain Engineering                  | Nick Adams Graham Duxbury                            | Spice SE86C      | 105 |
| 24                 | C2  | 198 | Roy Baker Racing                         | Max Cohen-Olivar David Andrews                       | Tiga GC286       | 42  |
| 25                 | C1  | 13  | Primiagaz Compétition                    | Hervé Regout Yves Courage                            | Cougar C20       | 35  |
| 26                 | C1  | 15  | Liqui Moly Equipe                        | Jonathan Palmer Mauro Baldi                          | Porsche 962C GTi | 25  |
| Nicht gestartet    |     |     |                                          |                                                      |                  |     |
| 27                 | C2  | 117 | Team Lucky Strike Schanche               | Will Hoy Martin Schanche                             | Argo JM19B       | 1   |
| 28                 | C1  | 4T  | Silk Cut Jaguar Team                     | Jan Lammers                                          | Jaguar XJR-8     | 2   |
| 29                 | C1  | 17T | Porsche AG                               | Bob Wollek Jochen Mass                               | Porsche 962C     | 3   |
| 30                 | C1  | 61T | Kouros Motorsport                        | Henri Pescarolo                                      | Porsche 962C     | 4   |
| Nicht qualifiziert |     |     |                                          |                                                      |                  |     |
| 31                 | C2  | 117 | Automobiles Louis Descartes              | Jacques Heuclin Louis Descartes                      | ALD 03           | 5   |

1 Motorschaden
2 Trainingswagen
3 Trainingswagen
4 Trainingswagen
5 Motorschaden

### Nur in der Meldeliste
Hier finden sich Teams, Fahrer und Fahrzeuge, die ursprünglich für das Rennen gemeldet waren, aber aus den unterschiedlichsten Gründen daran nicht teilnahmen.
| Pos. | Klasse | Nr. | Team                | Fahrer                         | Chassis                  |
| ---- | ------ | --- | ------------------- | ------------------------------ | ------------------------ |
| 32   | C1     | 7   | Joest Racing        | Louis Krages Klaus Ludwig      | Porsche 962C             |
| 33   | C1     | 8   | Joest Racing        |                                | Porsche 962C             |
| 34   | C1     | 20  | Tiga Team           | Tim Lee-Davey James Weaver     | Tiga CG87                |
| 35   | C1     | 22  | Portman Lamborghini |                                | Lamborghini Countach QVX |
| 36   | C2     | 114 | Team Tiga Ford DK   | Thorkild Thyrring John Sheldon | Tiga GC287               |
| 37   | C2     | 116 | Techno Racing       | Luigi Taverna Tony Palma       | Alba AR3                 |

### Klassensieger
| Klasse | Fahrer        | Fahrer               | Fahrer         | Fahrzeug     | Platzierung im Gesamtklassement |
| ------ | ------------- | -------------------- | -------------- | ------------ | ------------------------------- |
| C1     | Eddie Cheever | Raul Boesel          |                | Jaguar XJR-8 | Gesamtsieg                      |
| C2     | Ray Mallock   | David Leslie         |                | Ecosse C286  | Rang 6                          |
| GTP    | James Weaver  | Andrew Gilbert-Scott | Richard Cleare | March 85G    | Rang 9                          |

### Renndaten
- Gemeldet: 34
- Gestartet: 26
- Gewertet: 14
- Rennklassen: 3
- Zuschauer: 23000
- Wetter am Renntag: kalt und windig
- Streckenlänge: 4,778 km
- Fahrzeit des Siegerteams: 5:03:06,220 Stunden
- Gesamtrunden des Siegerteams: 210
- Gesamtdistanz des Siegerteams: 1003,410 km
- Siegerschnitt: 198,627 km/h
- Pole-Position: Hans-Joachim Stuck – Porsche 962C (#17) – 1.15.110 – 229,014 km/h
- Schnellste Rennrunde: Eddie Cheever – Jaguar XJR-8 (#4) 1.18.120 – 220,191 km/h
- Rennserie: 4. Lauf zur Sportwagen-Weltmeisterschaft 1987